# بحث سلاح‌های هسته‌ای

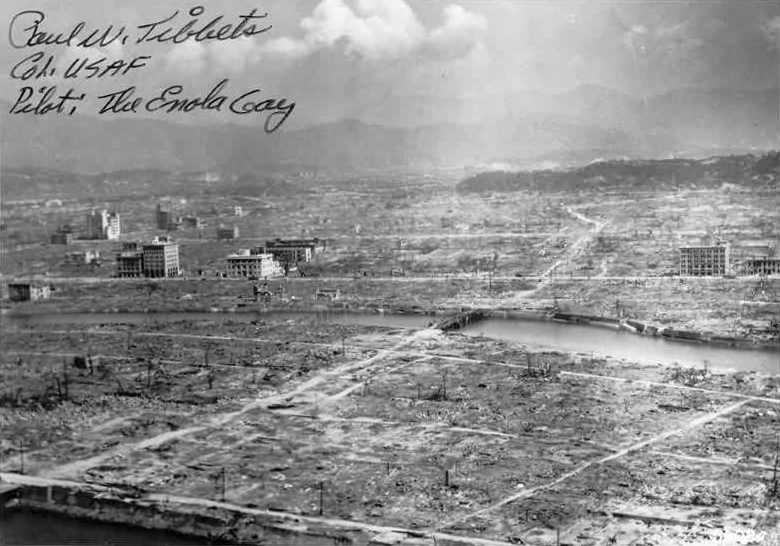
از آزمان بمباران اتمی هیروشیما و ناگاساکی، سلاح‌های هسته‌ای همچنان موضوع‌های بسیار بحث‌برانگیز و مورد مناقشه‌ای در عرصه بحث‌های عمومی باقی مانده‌اند.

بحث سلاح‌های هسته‌ای (انگلیسی: Nuclear weapons debate)، اشاره به مناقشات پیرامون تهدید، استفاده و انباشت جنگ‌افزار هسته‌ای است. حتی قبل از اینکه اولین سلاح هسته ای ساخته شود، دانشمندان درگیر با پروژه منهتن در مورد استفاده از این سلاح اختلاف نظر داشتند. تنها زمانی که تسلیحات هسته‌ای در جنگ مورد استفاده قرار گرفت در مراحل پایانی جنگ جهانی دوم بود که نیروی هوایی نیروی زمینی ایالات متحده آمریکا بوئینگ بی-۲۹ سوپرفورترس بمب‌افکن بمباران اتمی هیروشیما و ناگاساکی در اوایل شهرهای ژاپنی جنگ جهانی دوم اوت ۱۹۴۵. نقش بمب‌گذاری‌ها در تسلیم ژاپن و توجیه اخلاق هسته‌ای ایالات متحده برای آن‌ها برای دهه‌ها موضوع بحث‌های علمی و مردمی بوده است.
خلع سلاح هسته‌ای هم به عمل کاهش یا حذف سلاح‌های هسته‌ای و هم به وضعیت نهایی جهان عاری از هسته‌ای اشاره دارد. طرفداران خلع سلاح معمولاً تهدید یا استفاده از سلاح‌های هسته‌ای را غیراخلاقی می‌دانند و استدلال می‌کنند که تنها خلع سلاح کامل می‌تواند احتمال جنگ را از بین ببرد. منتقدان خلع سلاح هسته‌ای می‌گویند که این امر، دیدگاه بازدارندگی را تضعیف می‌کند و جنگ‌های متعارف را محتمل‌تر، مخرب‌تر یا هر دو می‌کند. این بحث با در نظر گرفتن سناریوهای مختلف، به عنوان مثال، خلع سلاح کامل در مقابل خلع سلاح جزئی یا خلع سلاح چندجانبه، به‌طور قابل توجهی پیچیده می‌شود.
[پروتکل الحاقی به عبارت منع گسترش سلاح‌های هسته‌ای] یک نگرانی مرتبط است که معمولاً به گسترش سلاح‌های هسته‌ای به کشورهای دیگر اشاره دارد و خطرات جنگ هسته‌ای ناشی از درگیری‌های منطقه‌ای را افزایش می‌دهد. انتشار فناوری‌های هسته‌ای - به ویژه فناوری‌های چرخه سوخت هسته‌ای برای تولید مواد هسته‌ای قابل استفاده در سلاح مانند اورانیوم و پلوتونیوم با غنای بالا - به خطر تکثیر هسته‌ای کمک می‌کند. این اشکال تکثیر گاهی به عنوان تکثیر افقی شناخته می‌شوند تا از تکثیر عمودی، گسترش ذخایر هسته‌ای قدرت‌های هسته‌ای تثبیت‌شده، متمایز شوند.

## تاریخ

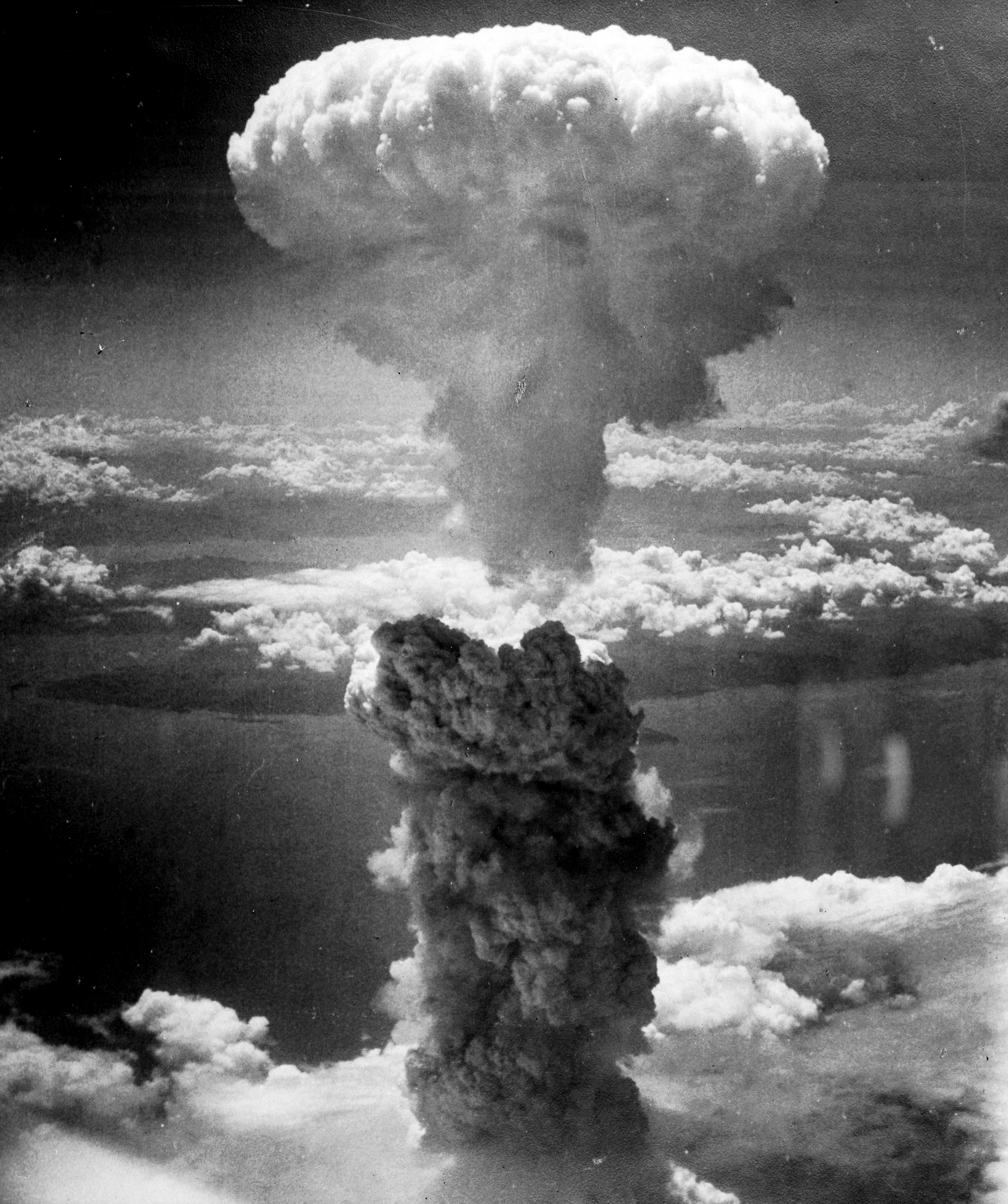
مرد چاق ابر قارچی ناشی از انفجار هسته‌ای بر روی ناگاساکی.

### پروژه منهتن
از آنجایی که پروژه منهتن به عنوان اطلاعات طبقه‌بندی‌شده در نظر گرفته می‌شد، هیچ بحث عمومی در مورد استفاده از سلاح‌های هسته‌ای وجود نداشت و حتی در داخل دولت ایالات متحده، دانش دربارهٔ این بمب بسیار محدود بود. با این حال، حتی قبل از توسعه اولین سلاح هسته ای، دانشمندان درگیر با پروژه منهتن در مورد استفاده از این سلاح اختلاف داشتند.

#### گزارش فرانک
در ۲ ژوئن ۱۹۴۵، آرتور هالی کامپتون، رهبر پروژه منهتن آزمایشگاه متالورژی، همچنین به عنوان آزمایشگاه متالورژی شناخته می‌شود، در دانشگاه شیکاگو کارکنان خود را در مورد آخرین اطلاعات کمیته موقت که در حال تدوین برنامه‌های بمب اتمی ژاپنی بود، به اطلاع کارکنان خود رساند. در پاسخ به این جلسه، کمیته Met Lab دربارهٔ پیامدهای اجتماعی و سیاسی بمب اتمی به ریاست جیمز فرانک فرانک گزارش را نوشت.